# Dálnice A24 (Německo)
Dálnice A24, německy Bundesautobahn 24 (zkratka BAB 24), zkráceně Autobahn 24 (zkratka A24), je dálnice na severu Německa. Měří 237 km a spojuje dvě největší německá města – Berlín a Hamburk. A24 byla během studené války jednou ze tří průjezdních dálnic do západního Berlína.
Na trase je 150 kilometrů dlouhý úsek, kde je neomezená rychlost (pouze doporučená rychlost 130 km/h). To znamená, že na 65% dálnice je možné jet vysokou rychlostí.

## Historie
Plánování na výstavbu dálnice začalo ve 30. letech. Mezi Hamburkem a Berlínem bylo ještě před vypuknutím druhé světové války vystavěno množství mostů a úseků dálnice včetně krajnice. Nicméně rozdělení Německa pozdrželo stavební práce až do roku 1978, kdy s výstavba obnovena. O práce na dálnici se staralo NDR, financována potom byla západním Německem. A24 byla otevřena v roce 1982, avšak většina mostů, jenž byly postaveny v předválečném období, nemohly být použity a místo nich byly postaveny nové.